# مقهى القطط

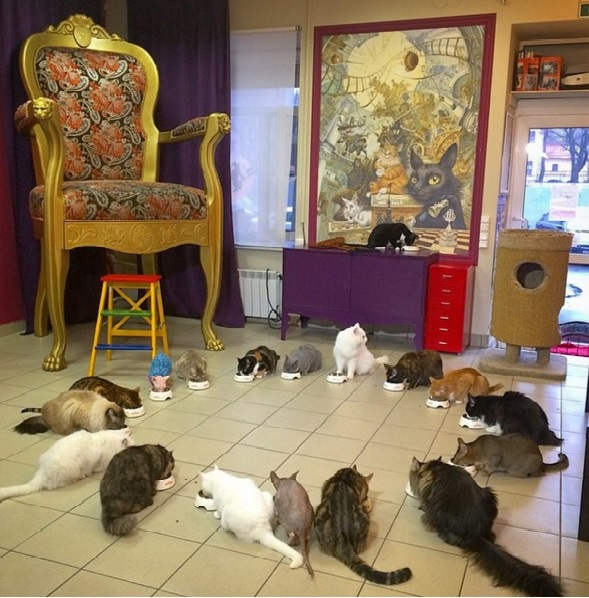
مقهى القط "كاتس ريبابليك" سانت بطرسبرغ, روسيا

مقهى القطط هو موضوع المقهى الذي جذب غير القطط التي يمكن أن يشاهد ولعب مع. يدفع المستفيدون رسوم تغطية، بشكل عام كل ساعة، وبالتالي يمكن اعتبار مقاهي القطط شكلاً من أشكال تأجير الحيوانات الأليفة في الأماكن المغلقة تحت الإشراف. تم الاعتراف رسميًا بمصطلح "Cat café" في النسخة الإلكترونية من قاموس أكسفورد للغة الإنجليزية منذ آب 2015.

## تاريخ
تم افتتاح أول مقهى للقطط في العالم، «حديقة زهور القط» (貓 花園), في تايبيه، تايوان، في عام 1998 وأصبح في النهاية وجهة سياحية عالمية. ازدهر هذا المفهوم في اليابان، حيث أطلق على الأول اسم "Neko no Jikan" (أشعل. "Cat's Time") في أوساكا عام 2004. نظرًا لمساحة اليابان وعدد سكانها، يعيش العديد من السكان في شقق صغيرة أو وحدات سكنية لا تسمح باصطحاب الحيوانات الأليفة، مما يجعل من مقهى القطط وجهة شهيرة جدًا للعمال الشباب الباحثين عن الرفقة والراحة المقدمة. تم افتتاح أول مقهى للقطط في طوكيو، باسم "Neko no mise" (متجر القطط), في عام 2005. بعد ذلك، ازدهرت شعبية مقاهي القطط في اليابان. من عام 2005 إلى عام 2010, تم افتتاح تسعة وسبعين مقهى للقطط في جميع أنحاء البلاد.

## آسيا

### اليابان

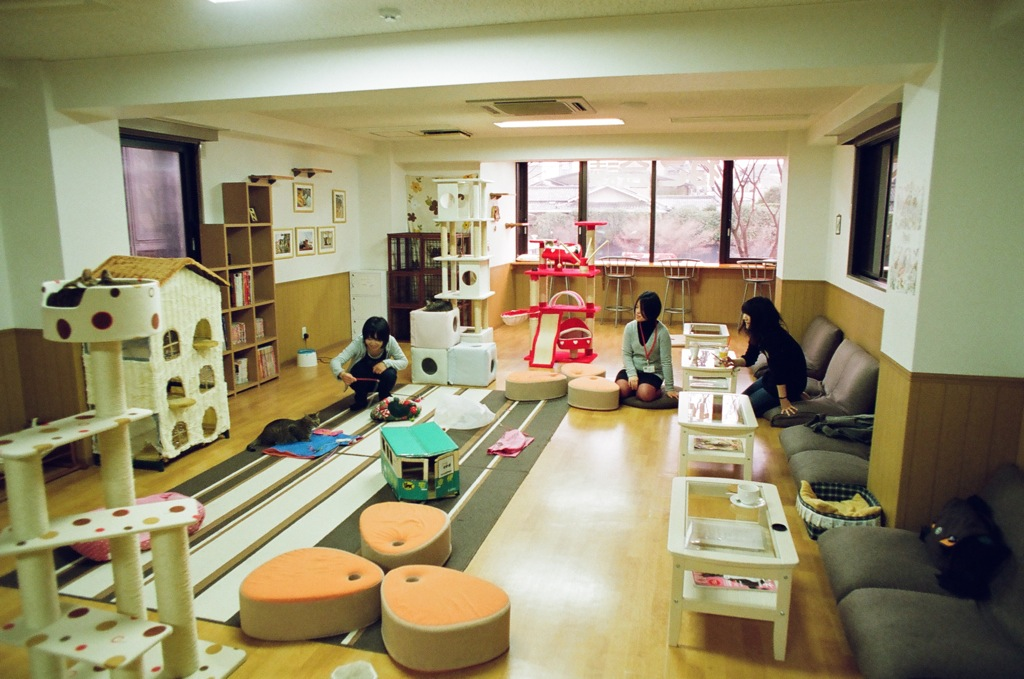
Nekokaigi, مقهى قطط صغير في كيوتو.

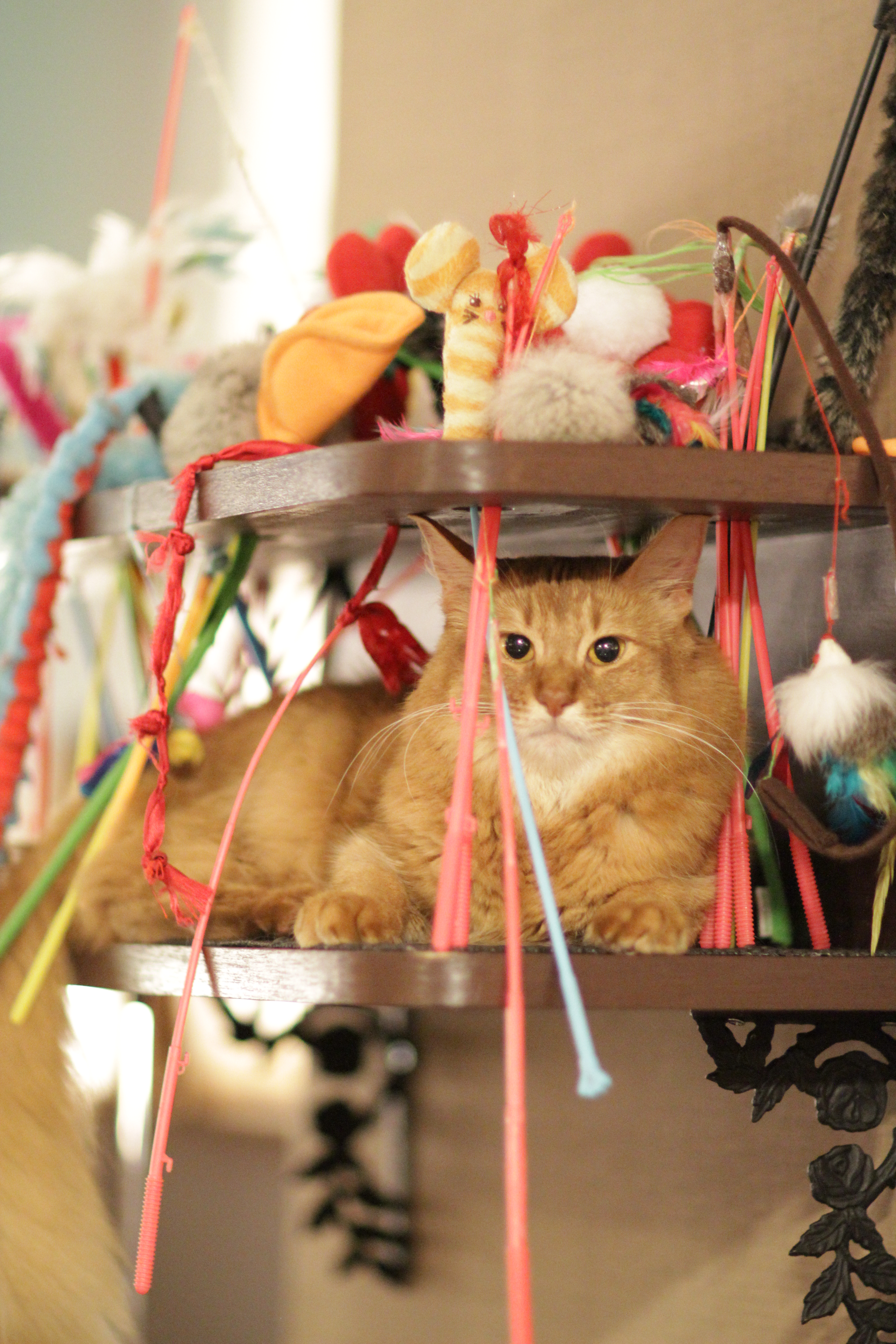
أنثى صومالية في مقهى القطط في طوكيو

تحظى مقاهي القطط بشعبية كبيرة في اليابان، حيث أصبحت طوكيو موطنًا لـ 58 مقهى للقطط اعتبارًا من 2015. الأول كان Cat's Store (猫の店 Neko no Mise) , بقلم نوريماسا هانادا، والذي افتتح في عام 2005. تُعزى شعبية مقاهي القطط في اليابان إلى العديد من الشقق التي تحظر الحيوانات الأليفة، وإلى القطط التي توفر رفقة مريحة في ما قد يكون لولا ذلك حياة حضرية مرهقة وهادئة. أشكال أخرى من تأجير الحيوانات الأليفة، مثل مقاهي الأرانب، شائعة أيضًا في اليابان.
هناك أنواع مختلفة من مقاهي القطط في اليابان. يتميز البعض بفئات محددة من القطط مثل القطط السوداء، والقطط السمينة، وقطط السلالات النادرة أو القطط الضالة. يُطلب من كل مقهى للقطط في اليابان الحصول على ترخيص والامتثال للمتطلبات واللوائح الصارمة لقانون معالجة وحماية الحيوانات في البلاد.
تتميز مقاهي القطط اليابانية بقواعد صارمة لضمان النظافة ورعاية الحيوانات، ولا سيما السعي لضمان عدم إزعاج القطط بسبب الاهتمام المفرط وغير المرغوب فيه، مثل الأطفال الصغار أو عند النوم. تسعى العديد من مقاهي القطط أيضًا إلى زيادة الوعي بقضايا رعاية القطط، مثل القطط المهجورة والضالة، وغالبًا ما يكون لديها قطط من ملاجئ الحيوانات المحلية لمساعدتها على فقدان أي خوف من البشر والإعلان عنها لاحتمال تبنيها. من عام 2012 يمكن عرض القطط حتى 8 مساءً، ولكن في عام 2016 تنص إرشادات وزارة البيئة على أنه يجوز لهم زيارة العملاء واللعب معهم حتى الساعة العاشرة مساء.
أضاف أحد المقاهي في طوكيو الماعز كوسيلة للحصول على عنصر فريد.

### سنغافورة
أول مقهى للقطط في سنغافورة هو Cat Café Neko no Niwa (كلمة يابانية تعني «حديقة القطط»). اعتبارًا من اليوم، هناك ما لا يقل عن خمسة مقاهي للقطط في المدينة. مقاهي القطط هي Neko no Niwa و The Cat Cafés و The Company of Cats و Meomi Cat Café و Cuddles Cat Café. يضم كل من Neko no Niwa و The Company of Cats و The Cat Café القطط التي تم إنقاذها.
مقاهي القطط السنغافورية منظمة ومرخصة من قبل AVA وكلها ملزمة بـ «مدونة قواعد السلوك». يمكن للأفراد الذين لديهم أسئلة حول احتياجات القطط الخاصة بهم الانضمام إلى جمعية Cat Welfare والتي تساعد في الرسوم الطبية وتكاليف التعقيم أو تبني القطط. تحتوي مقاهي القطط عادةً على منازل خاصة بها / محددة.
تم التحقيق في مقهى Cuddles Cat من قبل هيئة الأغذية الزراعية والبيطرية في سنغافورة (AVA) في كانون الأول 2014.

### كوريا الجنوبية
يوجد في كوريا الجنوبية أيضًا العديد من مقاهي القطط، معظمها في سيول، عاصمة كوريا الجنوبية. حققت مقاهي القطط في كوريا الجنوبية نجاحًا كبيرًا بين المقيمين والسياح في كوريا الجنوبية. يمكن للعملاء حتى تبني قطة في مقاهي القطط.

### تايوان
القطط هي حيوانات أليفة شائعة في تايوان، حيث زاد عدد القطط بسرعة في السنوات الأخيرة. تم افتتاح أول مقهى للقطط في العالم، أطلق عليه اسم "Cat Flower Garden", في تايبيه عام 1998, حيث يوجد أيضًا «فندق Cathy Hotel» الفاخر المخصص للقطط. انتشر مفهوم مقهى القطط التايوانية بعد ذلك إلى اليابان، وبعد ذلك إلى معظم البلدان الأخرى حول العالم.

### تايلاند
يوجد في تايلاند العديد من مقاهي القطط، معظمها في بانكوك. يقع كل من Cat Cafe by Dome و Cat Up Cafe و Caturday و Cataholic Cafe و The Coffee Cat و Mohu Mohu Cafe و Purr Cat Cafe Club في بانكوك. يقدم كل منها المخبوزات مع قائمة صغيرة من الأطباق الرئيسية والقهوة والشاي. لدى العديد منها أسعارًا خاصة لملاعبة قط معين. الأسعار عادة ما تكون أعلى من معظم المقاهي ولكن ليس بشكل غير معقول. لديهم جميعًا قواعد تتعلق بسلوك الضيوف تجاه القطط وغالبًا ما يكون لديهم قطط أصيلة. يقع مقهى Catmosphere Cat ومقاهي Maewmoth في شيانغ ماي.

### الإمارات العربية المتحدة
يوجد مقهى للقطط في أم سقيم بدبي. تم افتتاحه في عام 2018 من قبل سيدة أعمال محلية.

## أوروبا

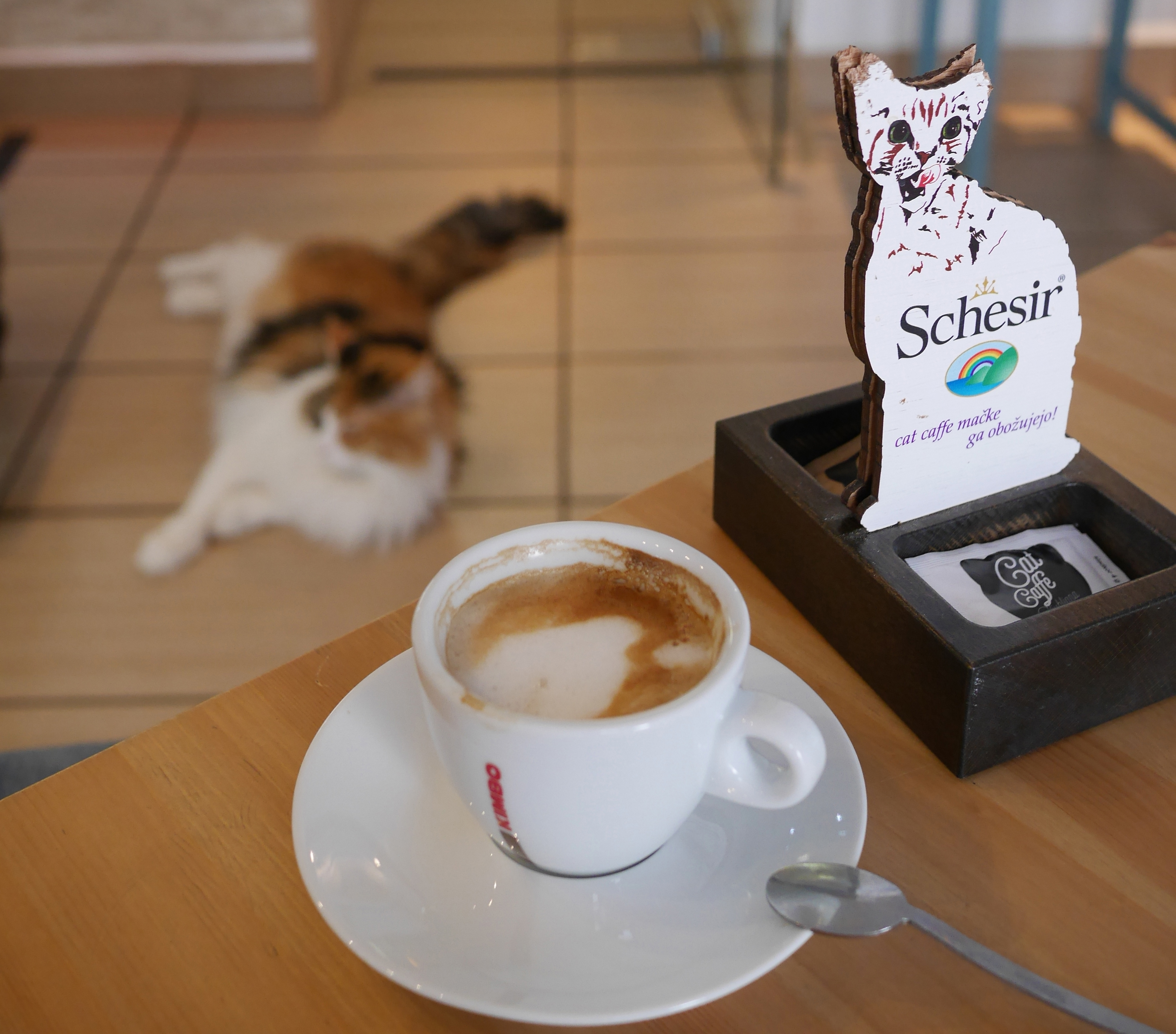
مقهى القط في ليوبليانا, سلوفينيا.

### النمسا
وفقًا للأسطورة المحلية، تم افتتاح أول مقهى للقطط في العالم في فيينا في صيف عام 1912 وتوقف عن العمل بعد عامين تقريبًا. يقال أن فلاديمير لينين كان منتظمًا لفترة في عام 1913, حيث وجد رفقة القطط مريحة خلال فترة نفيه. من المعروف أن مقهى القطط قد توقف عن العمل بعد فترة وجيزة من بداية الحرب العالمية الأولى، على الرغم من أن القصة المتكررة كثيرًا بأن الإغلاق كان بسبب تبرع مالكه الوطني بكل القطط لمصنع يصنع أحذية مبطنة بالفراء من أجل المجهود الحربي. يكون ملفقا. في عام 2012 تم افتتاح cat café Neko في فيينا.

### بلجيكا
تم افتتاح Le Chat Touille في بروكسل عام 2014. تم افتتاح DreamCATchers في غنت في عام 2017. يتم إنقاذ القطط من الملاجئ وإعادة تأهيلها، إذا لزم الأمر، بمساعدة متطوعين ومعالج سلوكي للقطط. يتم تبني هذه القطط من قبل العملاء. إنها تنطلق بالكامل من التبرعات والأموال التي ينفقها العملاء في المقهى أو على منتجات من رعاتهم.

### إيطاليا
تم افتتاح أول مقهى إيطالي للقطط في تورين في آذار 2014 ؛ في البداية استضافت ست قطط. اسمها هو MiaGola Café, والذي يمكن تفسيره باللغة الإيطالية على أنه لعبة لغوية: حرفيا mia gola يمكن أن تترجم حلقي, بينما miagola (تم التأكيد على المقطع الأول: miàgola) تعني (هو أو هي) مواء.
تم افتتاح Neko Cat Cafe في تورين في 5 نيسان 2014. تم تبني جميع القطط المقيمة من منظمات الرفق بالحيوان.

### ليتوانيا
افتتح مقهى القطط في ليتوانيا "Cat Cafe Kači kavinė" في فيلنيوس في تشرين الأول 2014. يقع مقهى Cat في المركز في Gedimino pr. 5. إنه أحد أكبر مقاهي القطط في العالم. 15 قطط تعيش هناك.

### هولندا
افتتح مقهى القطط Kopjes في أمستردام في نيسان 2015. في خرونينغن Kattencafé تم افتتاح Op z'n Kop في شباط 2016 وافتتح مقهى القطط Poeslief في تشرين الأول 2016. وMiespoes القط مقهى افتتح في دن بوش في عام 2016، كما فعل القط مقهى Katdeau في هينجيلو. في آب 2016 افتتح kattencafé Ditjes & Katjes في لاهاي. بعد ذلك بوقت قصير، فتحت Pebbles أبوابها كأول مقهى للقطط في روتردام. في عام 2017, تم افتتاح مقهى القطط Jippies في هارلم.

### بولندا
"Kociarnia", أول مقهى قطط في بولندا تم افتتاحه في كراكوف في حزيران 2015. الاسم عبارة عن مزيج من الكلمات البولندية kocia (من قطة) و kawiarnia (مقهى).
تم افتتاح مقهى القطط الثاني، "Miau Café" في وارسو في كانون الثاني 2016. هذا مقهى للقهوة والكعك وهو أيضًا مأوى للقطط المشردة. يحتوي على عناصر نباتية في القائمة البشرية. جاء مقهى مياو إلى الحياة بفضل حملة التمويل الجماعي على المنصة البولندية، wspieram.to حيث قام 1700 من سكان وارسو بسحب الموارد المالية لجعل فكرة أول مقهى للقطط في وارسو حقيقة واقعة.

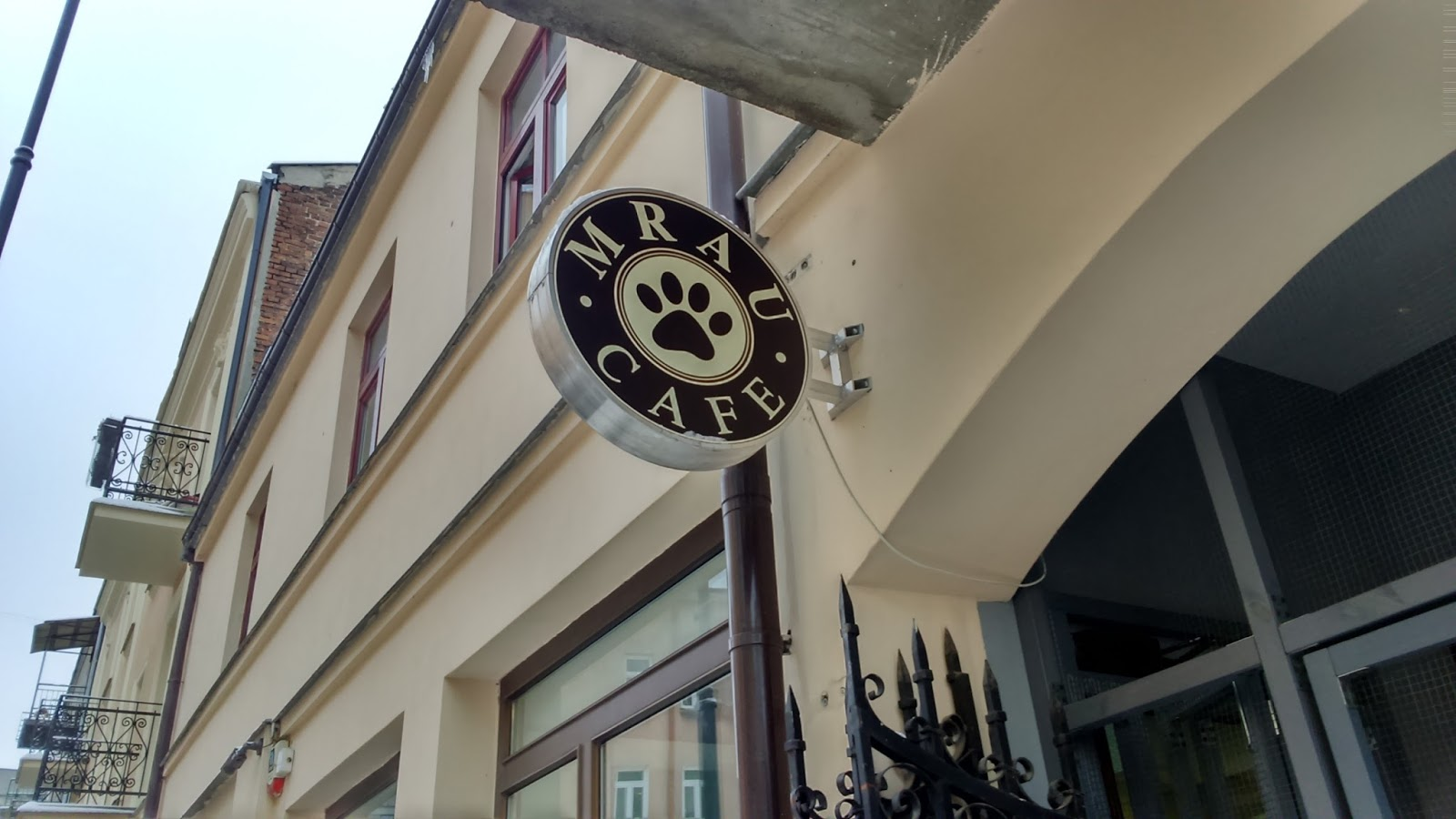
لافتة مقهى Mrau, لوبلين, بولندا

في عام 2016, تم افتتاح مقهى للقطط في لوبلين. بعد يوم واحد من النشاط تم إغلاقه من قبل مفتشي النظافة. كان موضوع العديد من الجدل في وسائل الإعلام المحلية. في النهاية تم تسوية النزاع وظل المقهى مفتوحًا.

### رومانيا
تم افتتاح مقهى مياو في ربيع عام 2015 في بوخارست. تم افتتاح مقهى La Pisici Cafe الثاني للقطط في رومانيا، في أيلول 2015 في تيميشوارا. كما تم افتتاح مقهى يُدعى ليدي كات في كلوج نابوكا في آذار 2016.

### روسيا

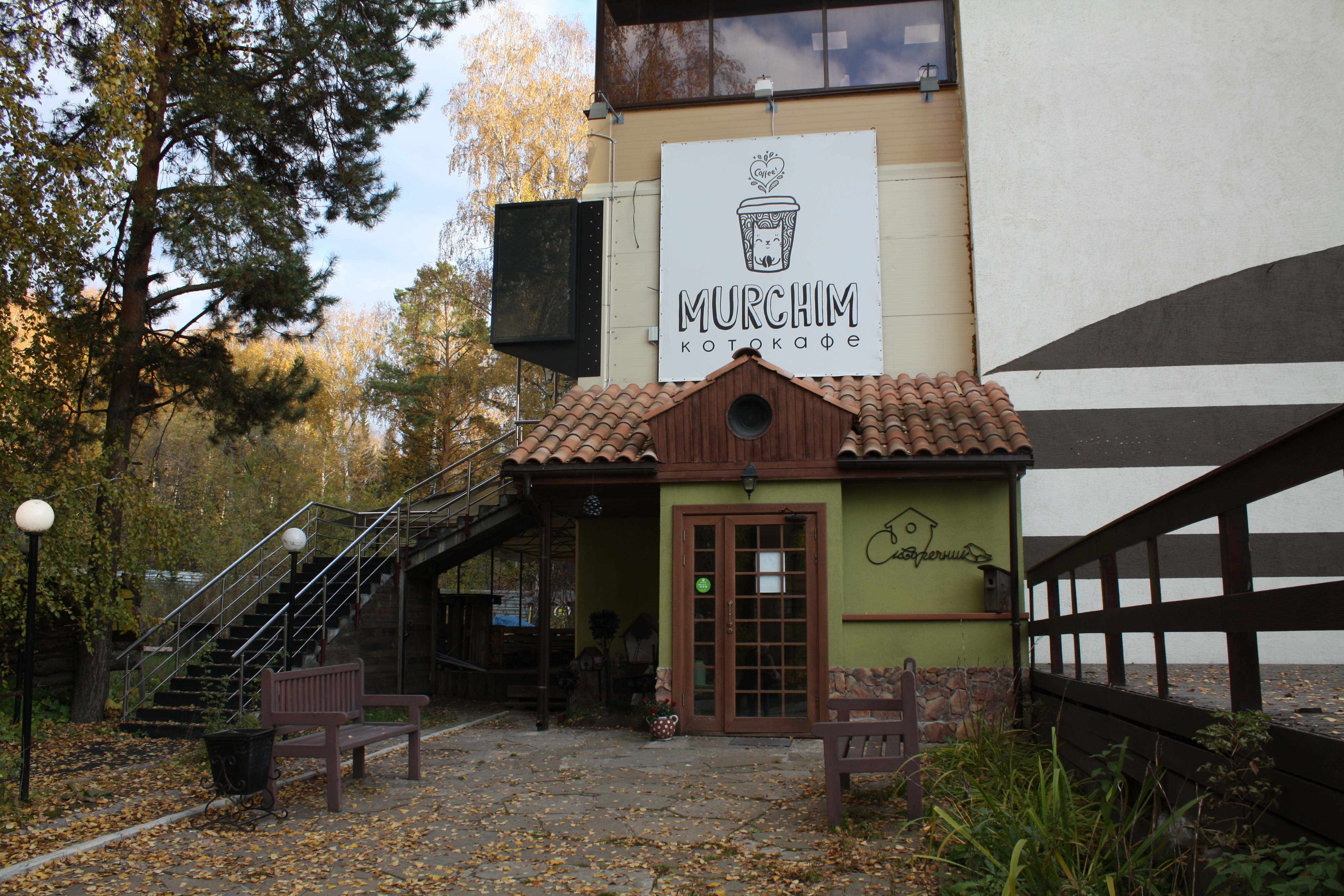
مقهى القط في نوفوسيبيرسك, روسيا.

تم افتتاح أول مقهى للقطط في أوروبا وروسيا «كاتس ريبابليك» في وسط سانت بطرسبرغ في عام 2011. يعيش هناك 25 قطة.[بحاجة لمصدر]

### سلوفاكيا
تم افتتاح أول مقهى للقطط في سلوفاكيا، Pradúce klbko (المعروف سابقًا باسم "Cafe Cats klub") في مارتن في نيسان 2015. المحطة التالية، Mačkafé افتتحت في براتيسلافا في أيار 2015. افتتح المطعم الثاني في براتيسلافا، Mačinézy في تشرين الأول 2015. تم افتتاح مقهى للقطط يُدعى Mňaukafé أيضًا في بريشوف في حزيران 2017 باعتباره الرابع في سلوفاكيا. تم افتتاح نادي Cat Café Club في بوبراد في شباط 2018.

### السويد
تم افتتاح أول مقهى للقطط في السويد في ستوكهولم في عام 2019 باسم Java Whiskers, مع فتح جميع القطط للتبني.

### المملكة المتحدة

#### إنكلترا
افتتح أول مقهى قطط بريطاني في توتنيس، ديفون في حزيران 2013. ومع ذلك، تم إغلاقه في أيار 2014 بسبب مرض الموظفين والحاجة إلى حماية صحة المالك. أعيد افتتاحه في عام 2018 في موقع جديد في نيوتن أبوت.

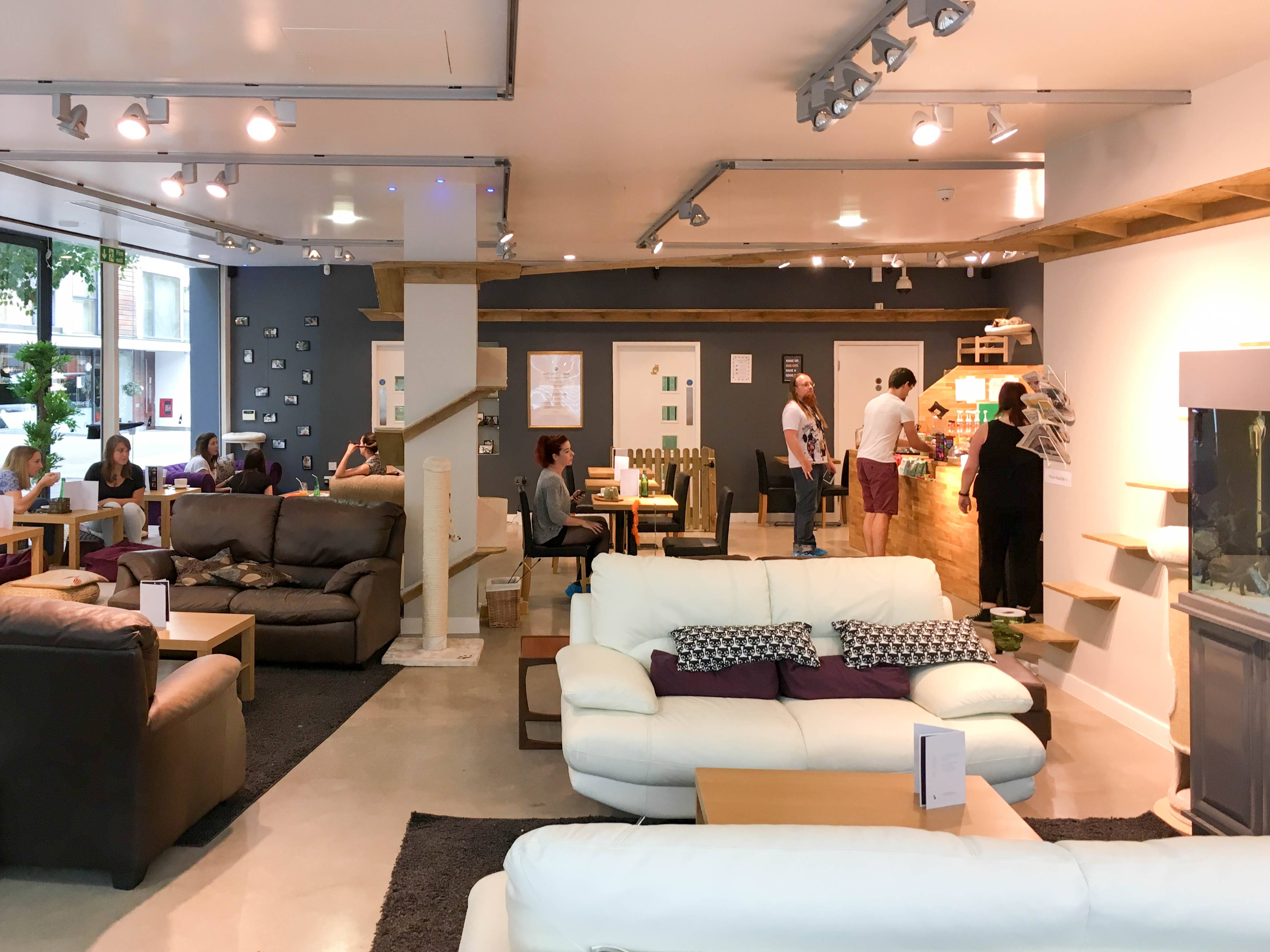
مقهى مانشستر كات

في عام 2014, افتتح متجر Cat الخاص بـ Lady Dinah لاهتمام إعلامي كبير وقائمة انتظار لمدة شهرين. نيوكاسل أبون تاين هي موطن موغ في مقهى تاين كات، وكاتباوسينو. يوجد في نوتنغهام مقهى للقطط يسمى Kitty Café. في عام 2015, تم التخطيط للعديد من المقاهي الأخرى في المملكة المتحدة.
The Bag of Nails in Bristol هي حانة قطط، ولديها ما يصل إلى 24 قطة.
تم افتتاح مقهى قطط في الحي الشمالي من مانشستر في 30 تموز 2016
سيفتح مقهى Pause cat أبوابه في بورنماوث في وقت لاحق من العام وسيصبح الأول على الساحل الجنوبي. بعد حملة تمويل جماعي، سيضم المقهى الواقع في شارع Old Christchurch Road 12 قطط إنقاذ تتجول في الطابقين. سيتم الترويج لإنقاذ الماكرون.
تم افتتاح You & Meow, أول مقهى مخصص للقطط في بريستول في شباط 2017 بعد حملة تمويل جماعي ناجحة. لديها حاليا 14 قطة.

#### اسكتلندا
Maison de Moggy هو أول مقهى للقطط في اسكتلندا وافتتح في كانون الثاني 2015. يخطط مقهى Purrple Cat ليكون أول مقهى للقطط في غلاسكو، وكان من المقرر افتتاحه في صيف عام 2017, لكنه تأخر بسبب الأعمال المطولة، حتى اقترب أخيرًا من نهاية العام. في أوائل عام 2017, افتتح مقهى قطط آخر يسمى Cats Meow Kittea Café في ستيرلنغ.

## شمال أمريكا
تنتشر مقاهي القطط في جميع أنحاء أمريكا الشمالية منذ عام 2014. الهدف في أمريكا الشمالية بشكل عام هو المساعدة في تبني القطط من خلال الشراكة مع عمليات إنقاذ القطط المحلية.

### كندا
أول مقهى للقطط تم افتتاحه في كندا كان Le Café des Chats / Cat Café Montreal في مونتريال، كيبيك، كندا، والذي فتح أبوابه للجمهور في آب 2014. تم افتتاح Café Chat L'Heureux (أيضًا في مونتريال) في أيلول 2014 مع 8 قطط تم تبنيها من الملاجئ المحلية.
شهد يوم السبت 17 تشرين الأول 2015 افتتاح أول مقهى للقطط في أونتاريو يقع في جيلف، أونتاريو.
تم افتتاح مقهى Siberian Cat Café في عام 2015 في تشيلسي, كيبيك. يحتوي مقهى القطط هذا على قطط سيبيريا فقط، مما يجعله أول مقهى للقطط هيبوالرجينيك في العالم.

### الولايات المتحدة الأمريكية

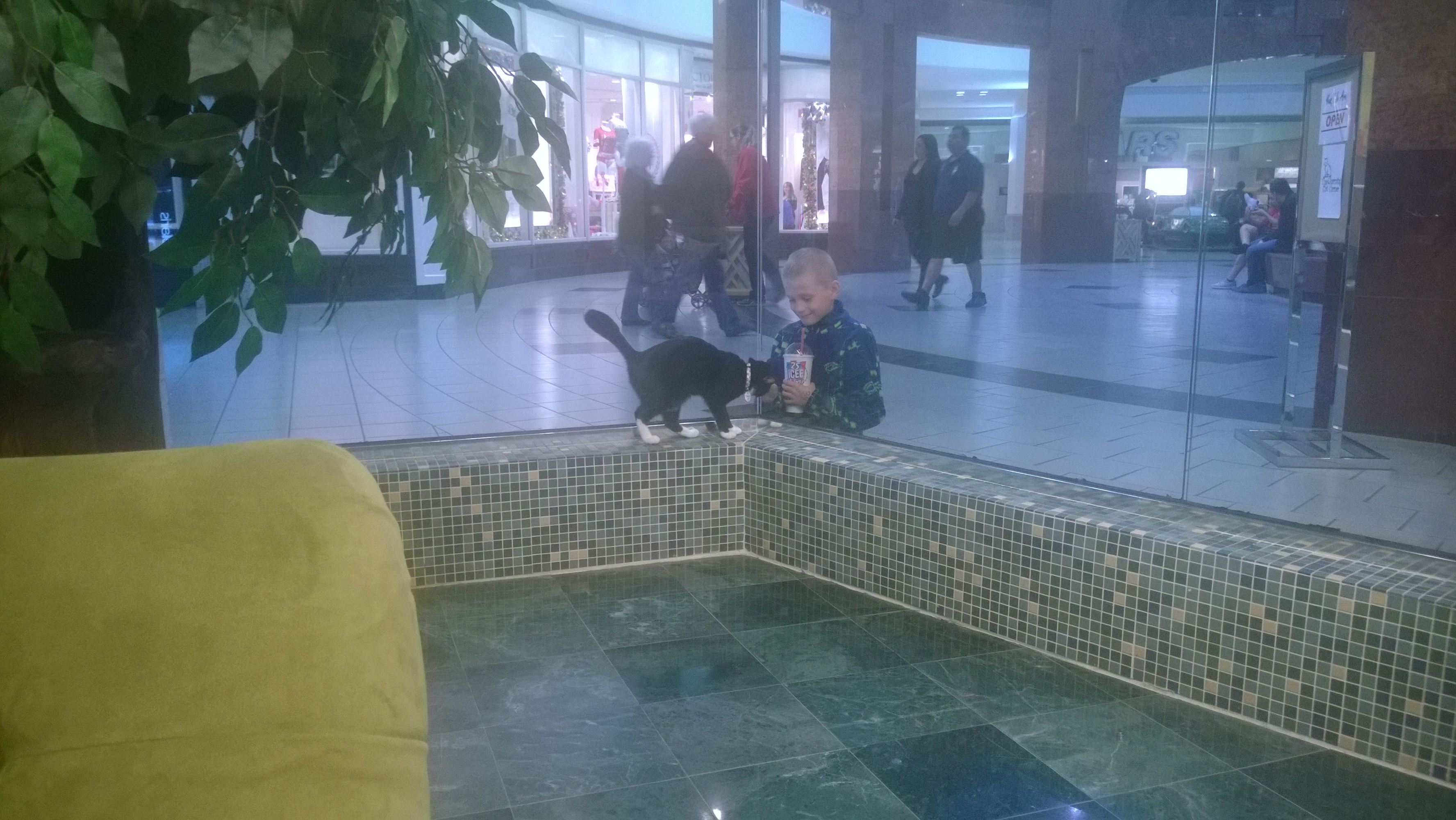
The Charming Cat Cafe في فيستا ريدج مول, لويسفيل, تكساس

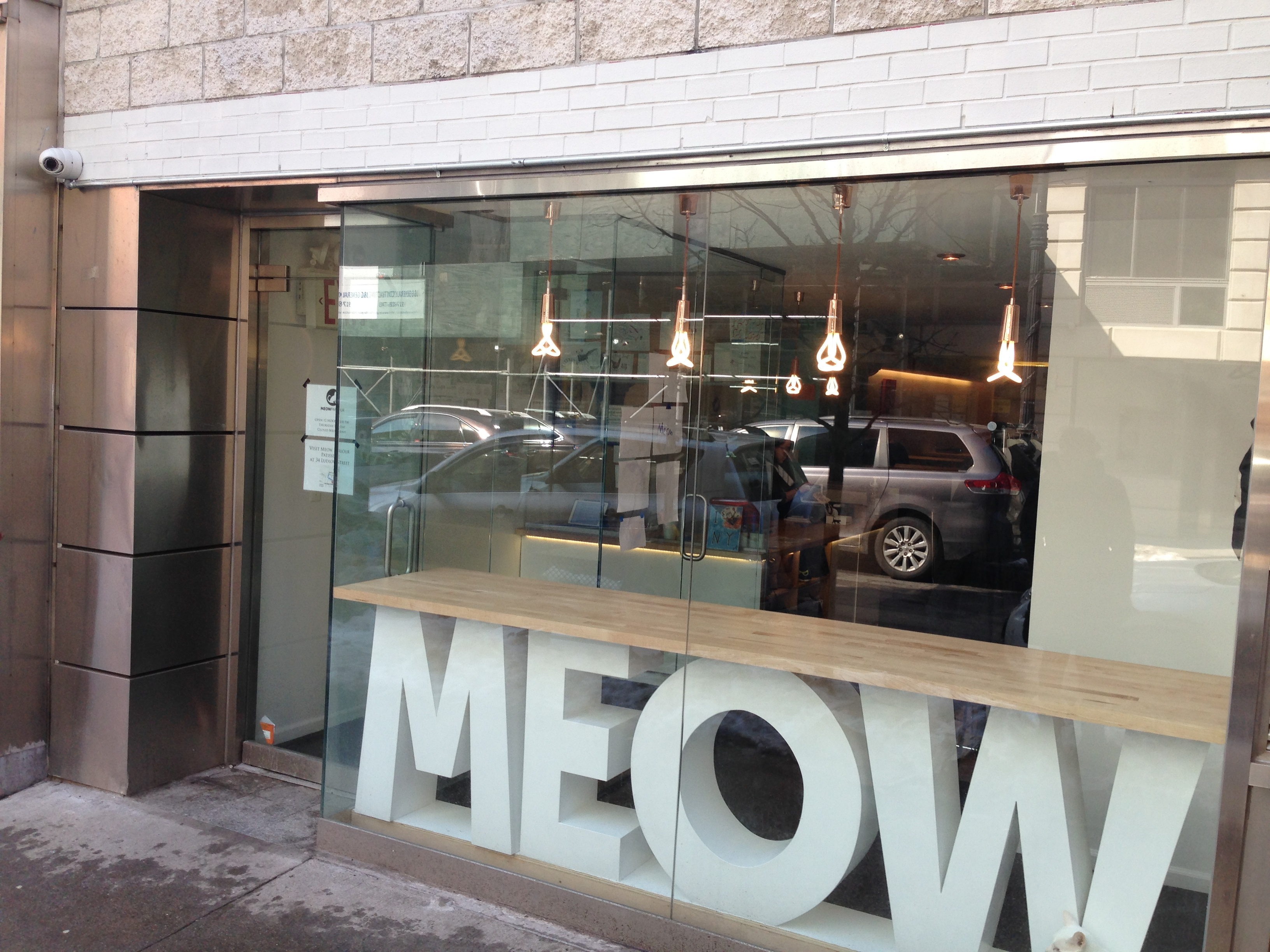
مقهى للقطط في لوار إيست سايد, مدينة نيويورك

في الولايات المتحدة، تتطلب معظم الإدارات الصحية خطوات خاصة لفصل منطقة المقهى عن المنطقة التي توجد بها القطط. في بعض الحالات، يمتد هذا حتى إلى المناطق التي تمر بها القطط لفترة وجيزة فقط (على سبيل المثال، يجب أن تغادر قطة متبناة من خلال باب منفصل دون المرور بمنطقة تُعد الطعام).
قد يكون الحصول على الموافقة التنظيمية أمرًا صعبًا، كما هو الحال مع KitTea في سان فرانسيسكو. بدء العملية في تشرين الثاني 2013, تمت الموافقة أخيرًا على تصميم KitTea في آب 2014 بعد مفاوضات مكثفة مع إدارة الصحة في سان فرانسيسكو. كان Cat Town في أوكلاند هو أول مقهى للقطط يفتح أبوابه للعملاء، حيث وقع عقد إيجار في تموز 2014 وافتتح بعد أشهر فقط في تشرين الأول. لا تسلط هذه الجداول الزمنية الضوء على العقبات التنظيمية التي تواجه مقاهي القطط التي تعد الطعام في أماكن العمل فحسب، بل تسلط الضوء أيضًا على الاختلافات بين الحكومات المحلية التي لا تبعد سوى أميال عن بعضها البعض.
على عكس مقاهي القطط اليابانية، تركز المقاهي الأمريكية عادةً على عمليات التبني. في غضون سبعة أشهر من افتتاحها، ذكرت كات تاون أن «معدل القتل الرحيم في الملجأ الشريك قد انخفض من 41 إلى 21 في المائة، وانتقلت 184 قطة من منطقة كات في المقهى إلى منازل دائمة». وبالمثل، سهّل The Cat Cafe في سان دييغو عمليات التبني لأكثر من 250 قططًا (كانون الثاني 2015 - تشرين الأول 2017) واعتمدت KitTea of San Francisco 203 (حزيران 2015 - شباط 2018).
في حزيران 2015, افتتحت Crumbs and Whiskers أول مقهى للقطط في واشنطن العاصمة، حيث اشتركت مع الفرع المحلي لجمعية الرفق بالحيوان . يوفر هذا المقهى مساحة داخلية تتسع لحوالي 15-25 قطط في وقت واحد، يتم توفيرها جميعًا من قبل جمعية الرفق بالحيوان وإتاحتها للتبني. افتتح كرمز أند ويسكرز ثاني مقهى له في لوس أنجلوس، كاليفورنيا في أيلول 2016. في أيلول 2015, تم افتتاح مقهى ثان في مدينة نيويورك، يسمى Koneko . وستدعم الماكرون من Anjellicle Cats Rescue. في تشرين الأول 2015, افتتح Blue Cat Cafe في أوستن, تكساس، بالشراكة مع جمعية أوستن الإنسانية كمقهى ومركز للتبني. لديها موسيقى حية. في كانون الأول 2015, افتتحت سياتل, واشنطن، أول مقهى للقطط، يسمى سياتل ميوتروبوليتان. في كانون الأول 2015, تم افتتاح أول مقهى للقطط في دالاس, تكساس - The Charming Cat Cafe - في Vista Ridge Mall, حيث عرض البسيسات من Kitty Save.
في آذار 2016, افتتح Cat Cafe Mad في ماديسون، ويسكونسن، ولكن كان من المقرر إغلاقه في العام المقبل. في كانون الأول 2016, افتتحت أشلي بروكس "Pounce Cat Cafe + Wine Bar" في تشارلستون بولاية ساوث كارولينا. عقدت Pounce شراكة مع أكبر مأوى للحيوانات في ساوث كارولينا، جمعية تشارلستون للحيوانات.
في عام 2017, أصبح The Cafe Meow أول مقهى قط يفتح في مينيسوتا. في عام 2017, أصبح The Purrfect Roast أول مقهى قطط في شيكاغو. تم إغلاقه منذ ذلك الحين. في عام 2018, تم افتتاح مقهى Windy Kitty Cat في شيكاغو.
أيضًا في عام 2017, في Grand Rapids, أصبح Happy Cat Café أول مقهى للقطط في ميشيغان. على عكس معظم مقاهي القطط، يتطلب مقهى Happy Cat أن يقوم الزوار بجدولة زياراتهم في وقت مبكر وفي مجموعات كبيرة. إنها بمثابة مكان للحفلات تحت عنوان القطط، مع أحداث متخصصة مثل حفلات يوغا القط بالإضافة إلى المزيد من الأحداث التقليدية التي تشمل الطعام والقطط. بسبب وباء كوفيد-19, تم إغلاق Happy Cat Café لمعظم عام 2020, حيث أجروا خلالها تجديدات، وأعيد افتتاحه في 2 كانون الثاني 2021 ولكن فقط لمدة ساعة واحدة للمجموعات الصغيرة.
تم افتتاح مقهيين للقطط، Colony Cafe و The Black Cat Market, في بيتسبرغ. واجه Black Cat Market العديد من المشكلات التنظيمية الموضحة أعلاه. كولومبوس, أوهايو هي موطن لمقهى Eat, Purr, Love cat, الذي تم افتتاحه في عام 2016.
افتتح Naughty Cat Cafe في تشاتانوغا، تينيسي في آذار 2019. إنها تضم 30 قطة قابلة للتبني ويمكن للزوار الاستمتاع بالقهوة والشاي وحتى البيرة أثناء قضاء الوقت مع القطط.

## الجدل
في المملكة المتحدة، تختلف الجمعيات الخيرية للحيوانات حول ما إذا كانت مقاهي القطط هي بيئة مناسبة للقطط، حيث تنتقدهم الجمعية الملكية لمنع القسوة على الحيوانات و Cats Protection و Celia Hammond Animal Trust لاحتفاظهم بأعداد كبيرة من القطط في مكان مغلق مع مجموعة من الناس. تأخذ International Cat Care نظرة أكثر إيجابية، قائلة، «إنها بيئة صعبة للعمل بشكل صحيح، لكنها ليست مستحيلة بأي حال من الأحوال». ومع ذلك، تتفق جميع المؤسسات الخيرية على ضرورة تنظيم مقاهي القطط بشكل صحيح.